# Tournoi de clôture du championnat d'Haïti de football 2020-2021
Navigation
Tournoi précédent Tournoi suivant
Le tournoi de clôture de la saison 2020-2021 du championnat d'Haïti de football est le deuxième tournoi saisonnier de la trente-et-unième édition de la première division à Haïti. Les dix-huit meilleures équipes du pays sont regroupées au sein d’une poule unique, où elles s’affrontent une seule fois. Il n’y a pas de relégation à l’issue du tournoi.
Pour la première fois depuis l'arrêt prématuré du tournoi de clôture 2019 en septembre 2019 en raison des manifestations populaires survenues à Haïti, un champion a été couronné lors du tournoi d'ouverture 2020-2021 avec la victoire du Violette AC.
Néanmoins, les violences répétées dans le championnat haïtien et les conditions sanitaires difficiles liées à la pandémie de Covid-19 mènent à l'abandon de ce tournoi, le sixième qui n'est pas achevé ou tout simplement non tenu sur les sept derniers tournois prévus.

## Les équipes participantes
| \| Real Hope AS capoise FICA Arcahaie Tempête Baltimore Don Bosco Racing Gonaïves América Juventus Violette RC Haïtien Triomphe Mirebalais Ouanaminthe Cavaly Rivartibonitienne Cosmopolites \| Localisation des équipes engagées. |
| Real Hope AS capoise FICA Arcahaie Tempête Baltimore Don Bosco Racing Gonaïves América Juventus Violette RC Haïtien Triomphe Mirebalais Ouanaminthe Cavaly Rivartibonitienne Cosmopolites                                          |

| Club                 | Classement Ouverture 2020-2021 | Ville                                      | Stade                    |
| -------------------- | ------------------------------ | ------------------------------------------ | ------------------------ |
| Violette AC          | Champion                       | Port-au-Prince, Ouest                      | Stade Sylvio-Cator       |
| Arcahaie FC          | Finaliste                      | Arcahaie, Ouest                            | Parc Saint-Yves          |
| Baltimore SC         | Demi-finaliste                 | Saint-Marc, Artibonite                     | Parc Levelt              |
| AS capoise           | Demi-finaliste                 | Cap-Haïtien, Nord                          | Parc Saint-Victor        |
| Triomphe Liancourt   | Quart-de-finaliste             | Liancourt, Artibonite                      | Parc Mercinus-Deslouches |
| RC Haïtien           | Quart-de-finaliste             | Port-au-Prince, Ouest                      | Stade Sylvio-Cator       |
| AS Cavaly            | 7                              | Léogâne, Ouest                             | Parc Julia-Vilbon        |
| América des Cayes    | 8                              | Les Cayes, Sud                             | Parc Larco               |
| Real Hope FA         | 9                              | Cap-Haïtien, Nord                          | Parc Saint-Victor        |
| Tempête FC           | 10                             | Saint-Marc, Artibonite                     | Parc Levelt              |
| Juventus des Cayes   | 11                             | Les Cayes, Sud                             |                          |
| US Rivartibonitienne | 12                             | Petite-Rivière-de-l'Artibonite, Artibonite |                          |
| Don Bosco FC         | 13                             | Pétion-Ville, Ouest                        | Stade Sylvio-Cator       |
| Ouanaminthe FC       | 14                             | Ouanaminthe, Nord-Est                      | Parc Notre-Dame de Vapor |
| Cosmopolites SC      | 15                             | Delmas, Ouest                              |                          |
| FICA                 | 16                             | Cap-Haïtien, Nord                          | Parc Saint-Victor        |
| Racing Gonaïves      | 17                             | Les Gonaïves, Artibonite                   | Parc Stenio-Vincent      |
| AS Mirebalais        | 18                             | Mirebalais, Centre                         | Parc Nelson-Petit-Frère  |

## Compétition
Le barème de points servant à établir le classement se décompose ainsi :
- Victoire : 3 points
- Match nul : 1 point
- Défaite : 0 point

### Phase régulière

#### Classement
Voici le classement au moment de l'abandon de la compétition après seulement neuf journées de championnat.
| Rang | Équipe               | Pts | J | G | N | P | Bp | Bc | Diff |
| ---- | -------------------- | --- | - | - | - | - | -- | -- | ---- |
| 1    | Don Bosco FC         | 16  | 8 | 4 | 4 | 0 | 14 | 5  | +9   |
| 2    | AS Mirebalais        | 15  | 9 | 3 | 6 | 0 | 8  | 5  | +3   |
| 3    | Ouanaminthe FC       | 15  | 9 | 4 | 3 | 2 | 8  | 6  | +2   |
| 4    | US Rivartibonitienne | 14  | 9 | 3 | 5 | 1 | 7  | 6  | +1   |
| 5    | Arcahaie FC          | 12  | 6 | 3 | 3 | 0 | 7  | 1  | +6   |
| 6    | AS Cavaly            | 12  | 6 | 3 | 3 | 0 | 9  | 4  | +5   |
| 7    | FICA                 | 12  | 9 | 3 | 3 | 3 | 5  | 4  | +1   |
| 8    | Tempête FC           | 12  | 8 | 3 | 3 | 2 | 7  | 8  | -1   |
| 9    | AS capoise           | 11  | 9 | 3 | 2 | 4 | 6  | 5  | +1   |
| 10   | Triomphe Liancourt   | 10  | 8 | 2 | 4 | 2 | 8  | 6  | +2   |
| 11   | Real Hope FA         | 10  | 9 | 3 | 1 | 5 | 10 | 11 | -1   |
| 12   | Violette AC          | 10  | 9 | 2 | 4 | 3 | 7  | 8  | -1   |
| 13   | Racing Gonaïves      | 10  | 9 | 2 | 4 | 3 | 4  | 7  | -3   |
| 14   | América des Cayes    | 8   | 7 | 2 | 2 | 3 | 7  | 7  | 0    |
| 15   | Juventus des Cayes   | 8   | 8 | 2 | 2 | 4 | 5  | 8  | -3   |
| 16   | Baltimore SC         | 6   | 8 | 1 | 3 | 4 | 6  | 9  | -3   |
| 17   | Racing Club Haïtien  | 6   | 8 | 1 | 3 | 4 | 8  | 16 | -8   |
| 18   | Cosmopolites SC      | 4   | 7 | 1 | 1 | 5 | 3  | 13 | -10  |

|  | Qualification pour les demi-finales     |
|  | Qualification pour les quarts de finale |

## Bilan de la saison
| Tournoi d'ouverture du championnat de football d'Haïti 2020-2021 |                   |
| Champion                                                         | Titre non décerné |
| Qualifications continentales                                     |                   |